# Xiantianisme
Xiantianisme er en gruppe af fem religiøse grupper med kinesisk oprindelse: I-Kuan Tao, T'ung-shan She, Tien-te Sheng-chiao, Daoyuan og Tz'u-hui Tang. Xiantianisme er forbudt i Folkerepublikken Kina.
| Religion | Spire Denne religionsartikel er en spire som bør udbygges. Du er velkommen til at hjælpe Wikipedia ved at udvide den. |